# Château d'Yquem

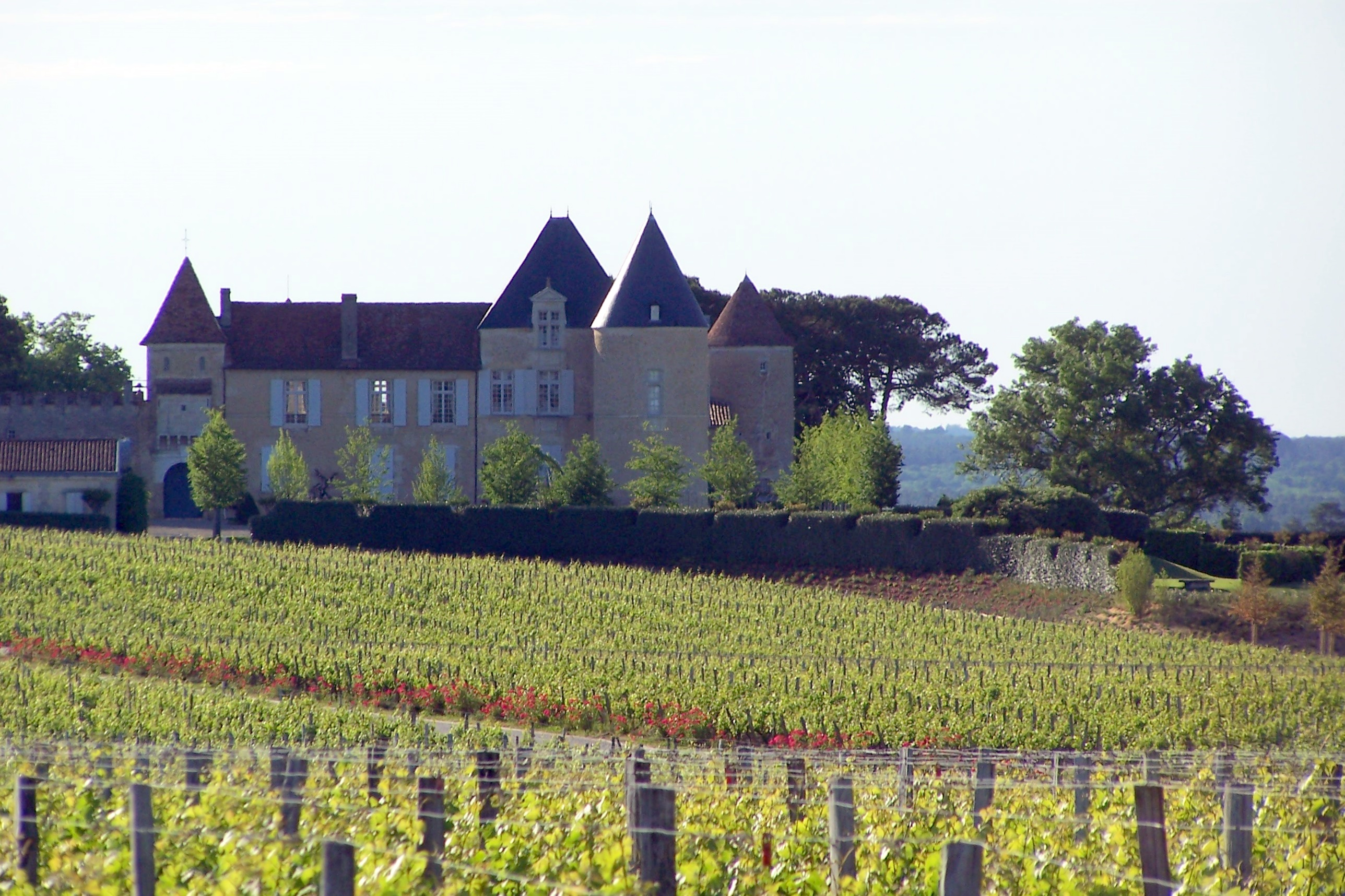
Château d'Yquem

Château d'Yquem je starobylé vinařství v malé obci Sauternes asi 30 km jihovýchodně od města Bordeaux, kde se vyrábí jedno z nejjemnějších sladkých bílých vín na světě. 

Při legendární Bordeauxské klasifikaci vín v roce 1855 byla Château d'Yquem jako jediné usedlosti v apelaci Sauternes přiznána kategorie premier cru supérieur, čímž byla uznána naprostá nadřazenost zdejšího vína nad ostatními bílými víny z oblasti Graves.

## Dějiny
Původ jména Yquem sice není jasný, zato minulost pozemků je zdokumentována dobře. V období 1152–1453 patřila oblast Bordeaux Angličanům a Yquem vlastnili angličtí králové. V majetku francouzských králů se ocitlo v roce 1453 za vlády Karla VII. V roce 1593 získal Château d'Yquem jako feudální léno Jacques de Sauvage. Rodině Sauvageových usedlost patřila až do roku 1785, kdy se Francoise-Joséphine de Sauvageová provdala za Louise-Amédéea de Lur Saluces, čímž majetek přešel do vlastnictví rodu Lur Salucesových, jenž vinařství vlastnil až do roku 1996. Více než polovinu 20. století, až do své smrti v roce 1968, usedlost řídil markýz Bernard de Lur-Saluces, po něm převzal její vedení hrabě Alexandre de Lur-Saluces, který ji vedl až do května 2004. Od roku 1996 vlastní Château d'Yquem francouzský výrobce luxusního zboží gigant LVMH – Moët Hennessy Louis Vuitton.

## Apelace Sauternes
Sauterneská apelace se vztahuje na obce Sauternes, Barsac (která má též vlastní označení), Fargues, Preignac a Bommes. Jedná se o nevelké území vzdálené asi 30 kilometrů jihovýchodním směrem od města Bordeaux, zcela obklopené známou podoblastí Graves. Region má pozoruhodné, avšak poněkud nespolehlivé klimatické podmínky, díky kterým je zde možné vyrábět špičková sladká vína, jež se naprosto liší od ostatních vín oblasti Bordeaux. Pro zdejší krajinu jsou typická široká mělká údolí a mírné kopce. Řeka Ciron, jež protéká jedním z těchto údolí a která se jižně od Barsaku vlévá do Garonny, rozděluje region na dvě oblasti. Na podzim, za příznivého počasí, postupuje ranní mlha z Garrony proti proudu řeky Ciron a pokrývá révu. V průběhu dopoledne se pak mlha zvedne a vinice zaplaví paprsky teplého podzimního slunce. To je ideální počasí pro vývoj ušlechtilé plísně. Označení apelace Sauternes se používá výlučně pro sladká vína. Veškerá ostatní vína z této oblasti lze prodávat pouze pod označením AC Bordeaux. I zde došlo v roce 1855 jako v Médoku k roztřídění nejlepších vinohradů do kategorií premier cru a deuxiéme cru. Nejvyšší kategorie premier cru supérieur byla přiznána pouze Château d'Yquem. Na rozdíl od většiny vinic v kraji Bordeaux se zde pěstují převážně bílé odrůdy, a sice Sémillon pro svoji náchylnost k napadení ušlechtilou plísní a Sauvignon blanc, jenž dodává vínům kyselinu.

## Vinařství
Za mlžnatých dní na konci září, kdy ranní opar v oblasti dolní Garonny pohladí vinice, aby pak přenechal místo teplému odpolednímu slunci indiánského léta, dochází v Yquemu k zázraku. Ostrá zeleň hroznů se pokryje jemným chmýřím ušlechtilé šedé plísně Botrytis cinerea a jejich barva prochází škálou od žluté až po kaštanově hnědou. Zralé hrozny rychle sesychají a koncentruje se v nich cukr. Zůstává jen to nejlepší.
 Sylvie Girard-Lagorceová, 100 legendárních vín

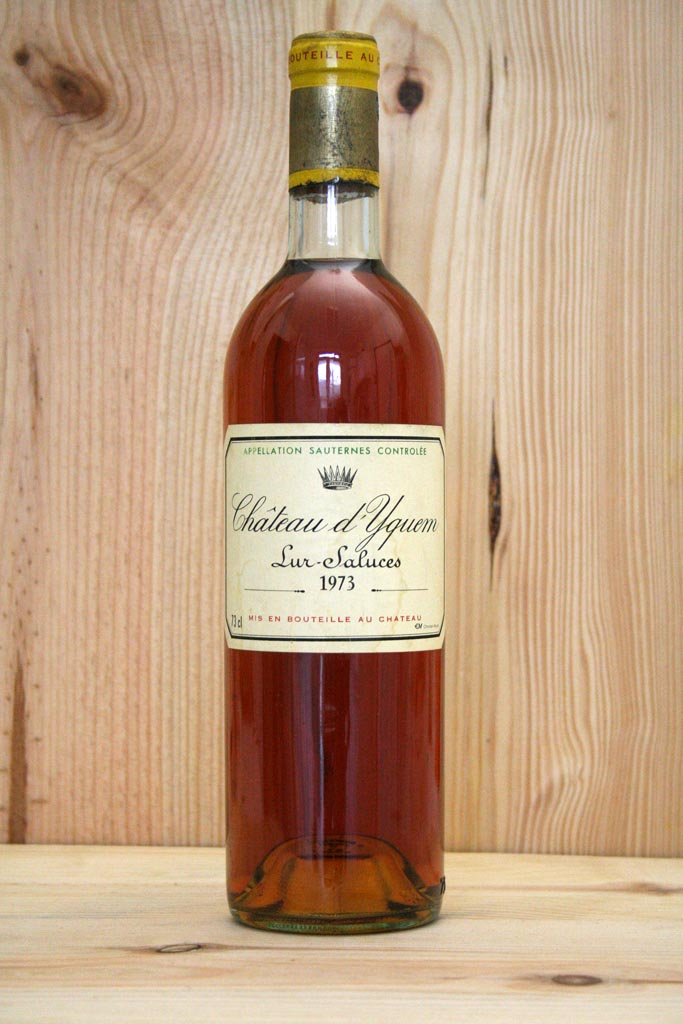
Láhev Château d'Yquem 1973

Vinohrad rozkládající se mezi vesnicemi Sauternes and Fargues má rozlohu asi 113 ha, v každé době se však obdělává jen asi 100 ha. Tuto plochu zabírají pouze keře dvou odrůd – na 80 % roste Sémillon a na 20 % Sauvignon blanc. Díky jeho vyšším výnosům je však poměr obou odrůd ve víně mnohem vyrovnanější. Za svůj velký úspěch vděčí Château d'Yquem zejména již zmíněné ušlechtilé šedé plísni Botrytis cinerea, jež napadá zdejší hrozny.

Pokud jde o vinohradnické metody, ve vinařství dosud převládají tradiční, pomalé postupy, při nichž se pečlivě dbá na detail. Vinohrad se orá pluhy, které tahají koně, řez a vedení se provádějí ručně. Sklizeň je vždy pečlivě načasovaná a probíhá v mnoha etapách. Pokaždé se přitom sbírají pouze plísní nejvíce napadené bobule. Celkový výnos tak nikdy nepřekročí 900 litrů na hektar. V Sauternes přitom bývá obvyklých 2 – 3000 litrů. Zhruba jednou za 10 let bývá úroda tak špatná, že pokud se vůbec vyrobí nějaké víno, neprodává se pod značkou château. Ve 20. století se tak stalo devětkrát, v letech 1910, 1915, 1930, 1951, 1952, 1964, 1972, 1974 a 1992.

Hrozny se lisují postupně, v nevelkých, desítky let starých lisech. Mošt poté prokváší v nových baricích, v nichž víno po tři a půl roku zraje. Vanilkové aroma dubu však překrývá koncentrovaná chuť. Následným zráním v sudech totiž víno získává spíš komplexnost než aromatické látky. Doba tohoto zrání v dubových sudech závisí na kvalitě ročníku. Víno tak získává bohatost a po deseti až dvaceti, někdy však i padesáti letech dosáhne své pověstné komplexnosti. Ročně se zde vyrobí asi 65 000 láhví.
Vína z Château d'Yquem jsou charakteristická právě úžasnou komplexností chutí, v nichž převládá med, zralé meruňky a ananas či kompotované ovoce, a sladkostí. Jsou též pověstná svou dlouhověkostí. Láhev z dobrého ročníku začne projevovat své kvality nejdřív po 10 až 20 letech ve sklepě. Při správné péči dokáže vydržet déle než 100 let, přičemž se v ní postupně rozvíjejí další a další ovocné tóny a aromata.

K nejlepším ročníkům patří vína z let 1921, 1937, 1947, 1949, 1959, 1967, 1975, 1983 a 1988.
Od roku 1959 se ve vinařství Château d'Yquem vyrábí také suché bílé víno nazvané Ygrec (francouzsky označení pro písmeno ypsilon), jež se připravuje ze stejného množství Sémillonu a Sauvignonu blanc. Toto víno se však nevyrábí v každém ročníku.

## Zajímavost
V roce 2006 byla v londýnské aukční síni prodána 135letá "řada" vín, jež obsahuje každý ročník z let 1860–2003 za neuvěřitelných 1,5 milionu dolarů, což je jedna z největších sum, jež byla kdy zaplacena za jedinou dražební položku, pokud jde o víno. Sbírka byla umístěna ve dvou vinotékách z amerického ořechu od britského nábytkářského návrháře Davida Linleyho, z nichž každá stála přes 95 000 dolarů.